# Nury Turkel
Nury Turkel est un avocat américain, auteur, fonctionnaire et expert en politique étrangère basé à Washington, DC. Il est l'un des anciens présidents de la Commission des États-Unis sur la liberté religieuse internationale et l'ancien président de l'Association ouïghoure américaine.
Turkel est le premier avocat ouïghour formé aux États-Unis et le premier Américain ouïghour nommé à un poste politique aux États-Unis. En 2020, il a été nommé dans la liste Time des 100 personnes les plus influentes au monde et a été inclus parmi les 50 plus grands dirigeants de Fortune l'année suivante. Il est l'auteur de No Escape: The True Story of China's Genocide of the Uyghurs.

## Naissance et éducation
Turkel est né dans un camp de rééducation, à Kashgar pendant la Révolution culturelle. Le grand-père de Turkel était associé aux nationalistes ouïghours et sa mère fut internée alors qu'elle était enceinte de six mois. Turkel a vécu dans le centre de détention pendant les quatre premiers mois de sa vie. Le père de Turkel était professeur et sa mère était une femme d'affaires. Il termine ses études primaires et secondaires dans son pays d'origine. En 1991, il est admis à l'Université Northwest A&F dans la province du Shaanxi, en Chine. En 1995, Turkel obtient son baccalauréat et part aux États-Unis pour poursuivre ses études supérieures, sans jamais retourner en Chine,. Turkel est titulaire d'une maîtrise en relations internationales et d'un doctorat en droit de l'American University,.

## Carrière

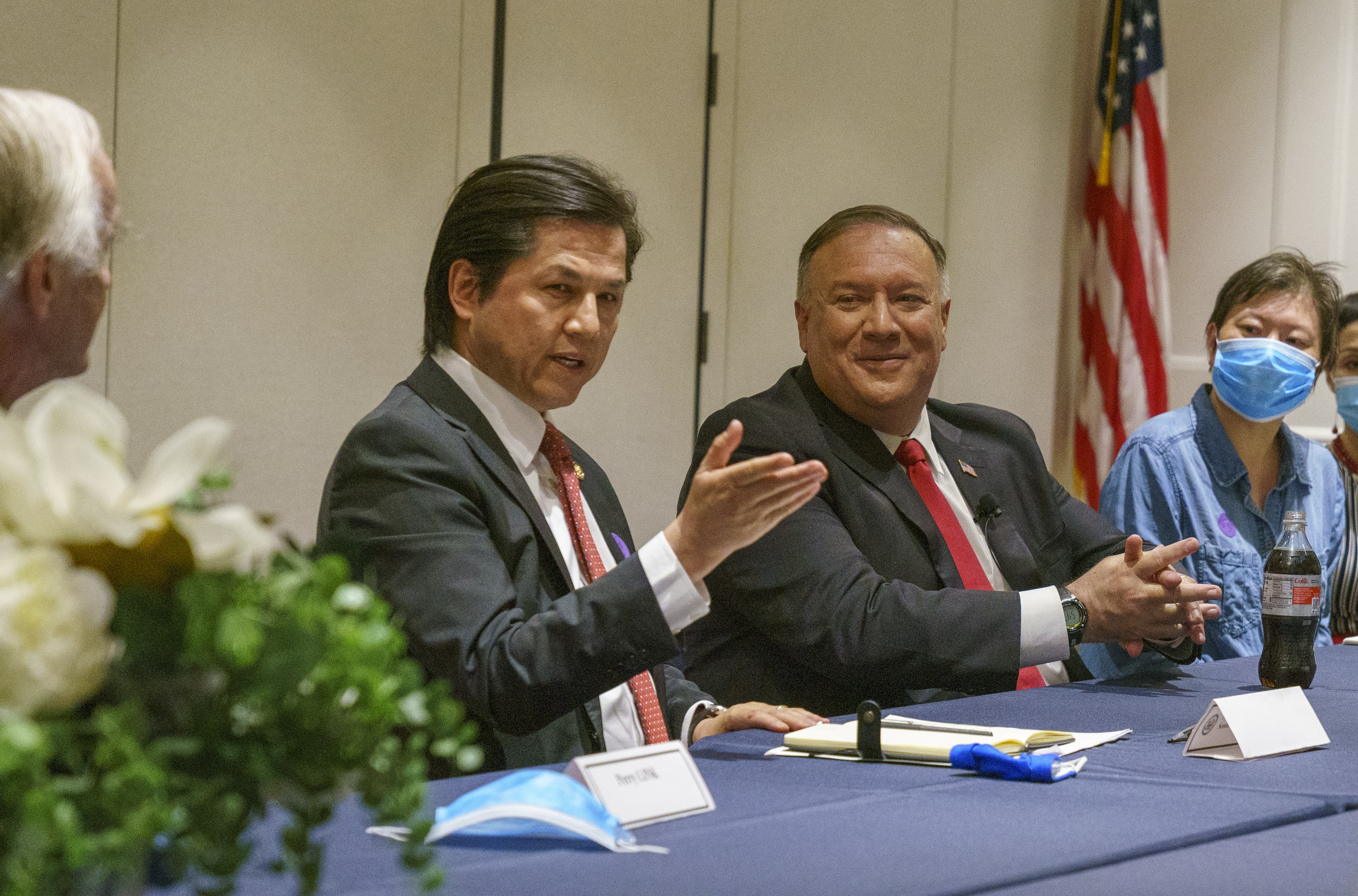
Le secrétaire d'État américain Michael Pompeo rencontre le commissaire Turkel et des dissidents chinois (juillet 2020)

En 2003, Turkel cofonde le Projet ouïghour pour les droits de l'homme (UHRP) et en est le président du conseil d'administration,.
Entre 2004 et 2006, Turkel occupe le poste de président de l'Association ouïghoure américaine,.
En mai 2020, Nury Turkel est nommé commissaire à la Commission des États-Unis sur la liberté religieuse internationale (USCIRF),,, par la présidente de la Chambre des représentants, Nancy Pelosi. Celle-ci déclare à propos de Turkel : « Je suis persuadée qu'il continuera d'être une voix puissante pour le peuple ouïghour et pour la cause de la justice dans le monde ». Turkel devient vice-président de la Commission en 2021 et président en 2022.

### Plaidoyer politique
Le 10 mars 2003, Turkel fait une déclaration à la Commission exécutive du Congrès sur la Chine sur l'aggravation de la situation des droits de l'homme au Turkestan oriental (Xinjiang) à la suite des attentats du 11 septembre.
En mai 2009, il défend un groupe de 17 Ouïghours détenus à Guantánamo depuis 2002. D'après lui, les Ouïghours ont été victimes de discrimination et ne constituent pas une menace pour les communautés américaines,.
Après les émeutes d'Ürümqi de juillet 2009, il condamne l'oppression présumée des Ouïghours par la Chine, affirmant que « les Ouïghours ont littéralement perdu tout ce qu'ils avaient, même leur langue maternelle et leur propre héritage culturel auquel ils adhéraient fièrement",,.
En avril 2012, Turkel félicite le président turc Recep Tayyip Erdoğan pour son soutien et sa bienveillance à l'égard du peuple ouïghour lors de son voyage en Chine, une attitude rare parmi les dirigeants étrangers,. Cependant, en juillet 2020, Turkel critique la Turquie pour avoir expulsé des réfugiés ouïghours vers des pays qui les ont ensuite déportés vers la Chine.
En juin 2020, Turkel soutient la signature de la Loi sur la politique des droits de l’homme ouïghoure, et l’annonce en juillet 2020 du Département du Commerce des États-Unis sanctionnant onze entreprises chinoises impliquées dans des violations présumées des droits de l’homme au Xinjiang. Il appelle en particulier à des sanctions à l'encontre de la Société de production et de construction du Xinjiang (XPCC),,. Dans une interview d’août 2020, Turkel décrit les camps comme l’une des pires crises humanitaires mondiales et la plus grande incarcération d’une minorité ethnique depuis l’Holocauste. Il exhorte également le Congrès américain à adopter la Loi sur la prévention du travail forcé des Ouïghours, qui obligerait le Service des douanes et de la protection des frontières des États-Unis à présumer que tous les biens fabriqués dans la région ouïghoure sont le produit du travail forcé. Le 21 décembre 2021, Turkel est sanctionné par le gouvernement chinois dans le cadre de sanctions prises en représailles après que le gouvernement américain a imposé des sanctions aux responsables chinois.

### Livres
Le livre de Turkel, No Escape: The True Story of China's Genocide of the Uyghurs, publié en 2022, a remporté le prix Moore 2022 pour l'écriture sur les droits de l'homme.

## Reconnaissance
En septembre 2020, Turkel est désigné comme l'une des 100 personnes les plus influentes au monde par le magazine Time. En 2021, le magazine Fortune l'inclut dans sa liste des « 50 plus grands dirigeants du monde ». Il reçoit le premier prix Notre Dame pour la liberté religieuse de la part de la Notre Dame Law School Religious Liberty Initiative en juin 2021. Il reçoit le Global Soul Award décerné par le Jewish World Watch en septembre 2022.

## Vie personnelle
Nury Turkel est musulman. En 2007, il épouse la décoratrice d'intérieur turco-américaine Nazli Turkel. Ils vivent dans la région de Washington, DC, avec leurs deux enfants.
Turkel maîtrise plusieurs langues, dont l'ouïghour (sa langue maternelle), l'anglais, le turc et le chinois mandarin,,.